# Championnat de Malte de football 1977-1978
Navigation
Saison précédente Saison suivante
La saison 1977-1978 de First Division Maltaise était la soixante-troisième édition de la première division maltaise.
Lors de cette saison, le Floriana FC a tenté de conserver son titre de champion face aux neuf meilleurs clubs maltais lors d'une série de matchs se déroulant sur toute l'année.
Les dix clubs participants au championnat ont été confrontés à deux reprises aux neuf autres.
C'est le La Vallette FC qui a été sacré champion de Malte pour la dixième fois.
Deux places étaient qualificatives pour les compétitions européennes, la troisième place étant celles du vainqueur du Trophée Rothman 1977-1978.

## Qualifications en coupe d'Europe
À l'issue de la saison, le champion a participé au 1er tour de la Coupe des clubs champions 1978-1979.
Le finaliste du Trophée Rothman, le vainqueur étant le La Vallette FC, a pris la place pour la Coupe des coupes 1978-1979.
Le deuxième du championnat a pris la place en Coupe UEFA 1978-1979.

## Les dix clubs participants
| Club                | Stade             | Capacité | Ville      |
| ------------------- | ----------------- | -------- | ---------- |
| Birkirkara-Luxol    | Infetti Ground    | 2 000    | Birkirkara |
| Floriana FC         | -                 | -        | Floriana   |
| Hamrun Spartans     | Victor Tedesco    | 6 000    | Hamrun     |
| Paola Hibernians FC | Hibernians Ground | 8 000    | Paola      |
| Marsa FC            | -                 | -        | Marsa      |
| Msida Saint-Joseph  | -                 | -        | Msida      |
| Sliema Wanderers FC | Guze Fava Ground  | 4 000    | Sliema     |
| St. George's FC     | -                 | -        | Bormla     |
| La Vallette FC      | -                 | -        | La Valette |
| Vittoriosa Stars FC | -                 | -        | Vittoriosa |

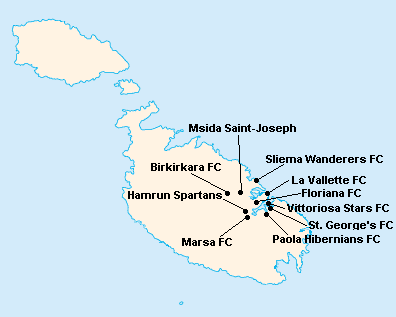
Localisation des clubs engagés dans le championnat.

L'île de Malte étant relativement petite, les clubs évoluent tous au stade National Ta'Qali (17 400 places). Certain cependant ont leur propre enceinte qu'ils peuvent éventuellement utiliser.

## Compétition

### Classement
| Rang | Équipe              | Pts | J  | G  | N | P  | Bp | Bc | Diff |
| ---- | ------------------- | --- | -- | -- | - | -- | -- | -- | ---- |
| 1    | La Vallette FC (C)  | 28  | 18 | 12 | 4 | 2  | 44 | 6  | +38  |
| 2    | Paola Hibernians FC | 26  | 18 | 11 | 4 | 3  | 39 | 14 | +25  |
| 3    | Sliema Wanderers FC | 24  | 18 | 8  | 8 | 2  | 28 | 14 | +14  |
| 4    | Floriana FC, (T)    | 23  | 18 | 9  | 6 | 3  | 34 | 13 | +21  |
| 5    | Hamrun Spartans     | 22  | 18 | 7  | 7 | 4  | 27 | 13 | +14  |
| 6    | Msida Saint-Joseph  | 17  | 18 | 5  | 7 | 6  | 19 | 34 | -15  |
| 7    | Marsa FC (P)        | 15  | 18 | 5  | 5 | 8  | 20 | 27 | -7   |
| 8    | St. George's FC     | 13  | 18 | 3  | 7 | 8  | 17 | 31 | -14  |
| 9    | Birkirkara FC (P)   | 8   | 18 | 3  | 2 | 13 | 11 | 38 | -27  |
| 10   | Vittoriosa Stars FC | 4   | 18 | 1  | 2 | 15 | 9  | 58 | -49  |

| Légende : Qualifications et relégations | Légende : Qualifications et relégations                                                     |
| --------------------------------------- | ------------------------------------------------------------------------------------------- |
|                                         | Coupe des clubs champions 1978-1979 (1er Tour)                                              |
|                                         | Coupe des coupes 1978-1979 (1er Tour)                                                       |
|                                         | Coupe UEFA 1978-1979 (1er Tour)                                                             |
|                                         | Relégation en Second Division Maltaise                                                      |
|                                         | (T) : Tenant du titre 1976-1977 (P) : Promu en 1976-1977 (C) : Vainqueur du Trophée Rothman |

## Bilan de la saison
| Tableau d'Honneur       |                |
| Compétition             | Vainqueur      |
| First Division Maltaise | La Vallette FC |
| Trophée Rothman         | La Vallette FC |

| Qualifications européennes 1978-1979 |                     |
| Coupe des clubs champions            | Qualifiés           |
| 1er tour                             | La Vallette FC      |
| Coupe des coupes                     | Qualifiés           |
| 1er tour                             | Floriana FC         |
| Coupe UEFA                           | Qualifiés           |
| 1er tour                             | Paola Hibernians FC |

| Promotions et relégations            |                                   |
| Relégués en Second Division Maltaise | Birkirkara FC Vittoriosa Stars FC |
| Promus de Second Division Maltaise   | Qormi FC Ghaxaq FC                |